# Zuid-Moravië

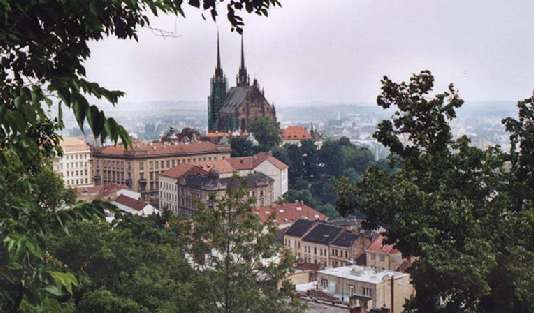
Zicht op Brno, de hoofdstad

Zuid-Moravië (Tsjechisch: Jihomoravský kraj) is een regio in Tsjechië. De hoofdstad is Brno (Duits: Brünn), na Praag de grootste stad van Tsjechië.
Belangrijke steden in Zuid-Moravië zijn verder Blansko, Břeclav, Hodonin en Znojmo.
De gouverneur van het gebied is Stanislav Juranek.
Hradec Králové · Karlsbad · Liberec · Midden-Bohemen · Moravië-Silezië · Olomouc · Pardubice · Pilsen · Praag · Ústí nad Labem · Vysočina · Zlín · Zuid-Bohemen · Zuid-Moravië

Districten (Stadsdistricten van Praag) · Gemeenten 
Blansko · Břeclav · Brno-město · -venkov · Hodonín · Vyškov · Znojmo